# Alientrap
Alientrap Games Inc. (Alientrap in breve) è una società dedita allo sviluppo di videogiochi guidata da Lee Vermeulen e Jesse McGibney. Ha sede a Toronto, in Canada, ed è nota per aver pubblicato giochi come Apotheon, Cryptark e Nexuiz.

## Storia
Poco dopo la sua fondazione nel 2002, il primo videogioco dell'azienda è stato Nexuiz, uno sparatutto 3D in prima persona gratuito e open source che utilizza il motore grafico DarkPlaces. Durante lo sviluppo, l'azienda era guidata dal game designer Lee Vermeulen, il fondatore, e i programmatori Forrest Hale e Andreas Kirsch, oltre che a vari level designer. Nel 2012, Nexuiz è stato ridisegnato come prodotto commerciale emesso dalla THQ.
L'azienda è stata poi riorganizzata nel 2009 sotto la supervisione di Vermeulen per creare un nuovo gioco (Capsized) in collaborazione con Jesse McGibney, suo amico di lunga data con il quale aveva studiato al Sheridan College; in precedenza, aveva iniziato il progetto come studente presso l'Università del Saskatchewan. Vermuelen è diventato un programmatore e McGibney un art designer, ed entrambi hanno presentato come loro tesi una prima versione di Capsized. Dopo la laurea, i due hanno dedicato tutto il loro tempo al gioco nell'azienda di Alientrap, fino all'uscita di Capsized nel 2011 per Steam, iOS e Android.
Sempre nel 2011, l'azienda ha iniziato a sviluppare Apotheon, un platform GDR dinamico ambientato nell'antica Grecia, uscito il 3 febbraio 2015 per PC, Linux, MacOS e PlayStation 4.

## Titoli sviluppati
- Nexuiz - Windows, Mac OS X, Linux (2005)[1][4]
- Capsized – Windows, Mac OS X, Linux, Xbox Live Arcade (2011)[2]
- Autocraft – Windows (2014)
- Apotheon – Windows, PlayStation 4 (2015)[3]
- Maximum Override – Windows (2016)
- Modbox – Windows (HTC Vive, Oculus Rift) (2016)
- Cryptark – Windows, PlayStation 4 (2017)